# Sandra Schmitt
Sandra Schmitt (* 26. April 1981 in Mörfelden; † 11. November 2000 in Kaprun, Österreich) war eine deutsche Freestyle-Skierin. Sie war auf die Buckelpisten-Disziplinen Moguls und Dual Moguls spezialisiert. Ihr größter Erfolg war der Gewinn des Dual-Moguls-Weltmeistertitels im Jahr 1999.

## Biografie
Ab Januar 1997 startete Schmitt im Europacup und etablierte sich mit einem Sieg bei ihrer ersten Teilnahme sogleich an der Spitze. Ihr Debüt im Freestyle-Weltcup hatte sie am 5. Dezember 1997 in Tignes; mit Platz 10 im Moguls-Wettbewerb gewann sie gleichzeitig ihre ersten Weltcuppunkte. Mit drei weiteren Top-10-Platzierungen qualifizierte sie sich für die Olympischen Winterspiele 1998 in Nagano, wo sie den 9. Platz erzielte. Am 16. Januar 1999 gelang ihr in Steamboat Springs der erste Weltcupsieg.
Bei der Weltmeisterschaft 1999 in Hasliberg gewann Schmitt in der Disziplin Dual Moguls die Goldmedaille. Dabei setzte sie sich im Finaldurchgang gegen die Norwegerin Kari Traa durch. Im Verlaufe der Weltcupsaison 1999/2000 gewann sie vier Mal, hinzu kamen drei weitere Podestplätze. Sowohl in der Moguls- als auch in der Dual-Moguls-Disziplinenwertung belegte sie den 3. Platz, in der Gesamtweltcupwertung reichte es für Platz 5.
Schmitt kam am 11. November 2000 bei der Brandkatastrophe der Gletscherbahn in Kaprun ums Leben, zusammen mit ihren Eltern und einer Alpin-Trainingsgruppe des Deutschen Skiverbandes.

## Erfolge

### Olympische Spiele
- Nagano 1998: 9. Moguls

### Weltmeisterschaften
- Hasliberg 1999: 1. Dual Moguls, 5. Moguls

### Weltcup
- Saison 1998/99: 5. Dual-Moguls-Weltcup
- Saison 1999/2000: 5. Gesamtweltcup, 3. Moguls-Weltcup, 3. Dual-Moguls-Weltcup
- 10 Podestplätze, davon 5 Siege:

| Datum           | Ort               | Land    | Disziplin   |
| --------------- | ----------------- | ------- | ----------- |
| 16. Januar 1999 | Steamboat Springs | USA     | Dual Moguls |
| 8. Januar 2000  | Deer Valley       | USA     | Moguls      |
| 29. Januar 2000 | Madarao           | Japan   | Dual Moguls |
| 30. Januar 2000 | Madarao           | Japan   | Moguls      |
| 15. März 2000   | Livigno           | Italien | Moguls      |

### Weitere Erfolge
- 4 Podestplätze im Europacup